# Гуна Аболіна
Гуна Аболіна (латис. Guna Āboliņa; нар. 1 січня 1990, Салдус, Латвія) — латвійська футболістка, захисниця лієпайського «Металургса». Виступала за жіночу збірну Латвії.

## Клубна кар'єра
Як вихованка салдуського футболу, Гуна Аболіна розпочала грати в місцевій команді «Лутріні». У 2008 році вона перейшла до литовського чемпіона «Гінтра Універсітетас», в складі якої зіграла в останньому розіграші Кубку УЄФА перед реорганізацією.
У 2010 році Гуна Аболіні приєдналася до лієпайського «Металургсу», з яким у цьому ж році виграла чемпіонат Латвії.
У серпні 2012 року Гуна Аболіні віддана в оренду клубу «Сконто/Церіба» на час проведення кваліфікаційного раунду Ліги чемпіонів.

## Кар'єра в збірній
Вперше в збірну Латвії Гуна Аболіні викликана в листопаді 2006 року на матчі попереднього раунду чемпіонату Європи, і в першому ж матчі проти збірної Ізраїлю (0:3), 18 листопада, дебютувала в складі збірної.

## Досягнення

### Командні
- Чемпіонат Латвії
  -  Чемпіон (3): 2006, 2010, 2012
  -  Срібний призер (2): 2007, 2011

- Чемпіонат Литви
  -  Чемпіон (2): 2008, 2009

### Особисті
- Футболістка року в Латвії (3): 2006, 2007, 2012